# (6355) Univermoscow
(6355) Univermoscow (1969 TX5) – planetoida z pasa głównego asteroid okrążająca Słońce w ciągu 5,73 lat w średniej odległości 3,2 j.a. Odkryta 15 października 1969 roku.